# Phương diện quân Pribaltic 1
Phương diện quân Pribaltic 1 (tiếng Nga: 1-й Прибалтийский фронт), còn gọi là Phương diện quân Baltic 1, là một tổ chức tác chiến chiến lược của Hồng quân Liên Xô trong Thế chiến thứ hai.

## Lịch sử
Phương diện quân Pribaltic 1 được thành lập ngày 20 tháng 10 năm 1943, theo chỉ thị ngày 12 tháng 10 năm 1943 của Đại bản doanh về việc đổi tên Phương diện quân Kalinin thành Phương diện quân Pribaltic 1.
Từ ngày 1 tháng 11 đến ngày 21 tháng 11 năm 1943, lực lượng phương diện quân đã tiến hành một cuộc tấn công theo hướng Vitebsk-Polotsk. Với sự hỗ trợ của Phương diện quân Pribaltic 2, lực lượng phương diện quân đã có thể đột nhập vào tuyến phòng thủ của Đức ở chiều sâu 45–55 km và đánh chiếm thọc sâu cụm đô thị và cứ điểm tại Vitebsk của quân Đức. Kết quả của chiến dịch Gorodok 1943, cụm quân Đức đã bị đánh bại và các mỏm nhô trong tuyến phòng thủ bị phá hủy. Kết quả là, một vị trí bàn đạp thuận lợi cho Hồng quân đã được hình thành gần Vitebsk.
Từ tháng 2 đến tháng 3 năm 1944, cùng với Phương diện quân Tây, lực lượng phương diện quân Prbaltic 1 đã tiến hành chiến dịch Vitebsk. Kết quả của chiến dịch, Hồng quân Liên Xô cải thiện được hướng chiến cuộc có lợi, xuyên thủng tuyến phòng thủ và vây chặt quân Đức ở Vitebsk.
Ngày 23 tháng 6, Chiến dịch Bagration mở màn. Phối hợp với Phương diện quân Belorussia 3, lực lượng phương diện quân Prbaltic 1 thực hiện Chiến dịch Vitebsk-Orsha, đánh quỵ cánh trái của Cụm tập đoàn quân Trung Tâm của Đức. Các đơn vị của Hồng quân Liên Xô đã tiếp cận được đến ngoại vi của thành phố Polotsk. Nhân đà thắng lợi, phương diện quân thực hiện tiếp Chiến dịch Polotsk, đánh tan cụm quân Đức tại đây và tiến sâu thêm 120–160 km ở cánh trái. Các điều kiện thuận lợi đã được tạo ra cho sự phát triển cuộc tấn công của Hồng quân vào Daugavpils và Šiauliai.
Vào tháng 7, các lực lượng thuộc phương diện quân đã thực hiện chiến dịch Šiauliai, đánh tan tát lực lượng quân Đức ở Panevezys-Šiauliai. Tiếp đó, phương diện quân phát động tiếp cuộc tấn công vào thành phố Riga để cắt đứt liên lạc trên bộ của Cụm tập đoàn quân Bắc của Đức với Đông Phổ, tiến đến Vịnh Riga. Tuy nhiên, đến tháng 8, các đơn vị phương diện quân đã lùi lại 30 km về phía nam.
Vào tháng 9, lực lượng phương diện quân tham gia vào Chiến dịch tấn công Riga (1944). Đầu tháng 10, Hồng quân Liên Xô đã giáng một đòn bất ngờ vào Memel (Klaipeda). Sau khi hoàn thành Chiến dịch tấn công Memel, phương diện quân phối hợp với với lực lượng của phương diện quân Pribaltic 2, chặn đường rút lui khỏi đất liền của cụm quân Đức ở Kurland, sau đó thực hiện các hoạt động chiến đấu để tiêu diệt nó.
Tháng 1 năm 1945, phương diện quân tham gia một phần vào Chiến dịch Đông Phổ. Lực lượng phương diện quân đã hỗ trợ phương diện quân Belorussia 3 trong việc đánh bại cụm quân Đức ở Tilsit. Đồng thời, vào cuối tháng 1, phương diện quân phát động chiến dịch tấn công cụm quân Đức ở vùng Klaipeda, thủ tiêu hoàn toàn đầu cầu Memel và giải phóng thành phố Memel (Klaipeda) vào ngày 28 tháng 1.
Đầu tháng 2 năm 1945, lực lượng phương diện quân cùng với phương diện quân Belorussia 3, đã tham gia vào chiến dịch tiêu diệt các cụm quân Đức ở Đông Phổ, đẩy các cụm quân Đức về sát biển trên Bán đảo Zemland và khu vực Königsberg (Kaliningrad). Các đơn vị thuộc phương diện quân tác chiến trên hướng Courland được chuyển thuộc phương diện quân Pribaltic 2. Kể từ ngày 17 tháng 2, tất cả mọi nỗ lực của phương diện quân tập trung vào việc loại bỏ cụm quân Zemland của Đức.
Ngày 24 tháng 2 năm 1945, Đại bản doanh ra chỉ thị giải thể Phương diện quân Pribaltic 1. Các đơn vị trực thuộc phương diện quân được tổ chức thành Cụm tác chiến Zemland thuộc Phương diện quân Belorussia 3. Trong Chiến dịch Königsberg, lực lượng của phương diện quân, lúc này đứng dưới tên gọi Cụm tác chiến Zemland, đã chiếm được Königsberg vào tháng 4 năm 1945.

## Lãnh đạo phương diện quân

### Tư lệnh
| STT | Ảnh | Họ tên          | Thời gian sống | Thời gian tại nhiệm             | Cấp bậc tại nhiệm | Ghi chú                    |
| --- | --- | --------------- | -------------- | ------------------------------- | ----------------- | -------------------------- |
| 1   |     | A.I. Yeryomenko | 1892 - 1970    | tháng 10, 1943 - tháng 11, 1943 | Đại tướng (1943)  | Nguyên soái Liên Xô (1955) |
| 2   |     | I.K. Bagramyan  | 1897 – 1982    | tháng 11, 1943 - tháng 2, 1945  | Đại tướng (1943)  | Nguyên soái Liên Xô (1955) |

### Ủy viên Hội đồng quân sự
| STT | Ảnh                                   | Họ tên       | Thời gian sống | Thời gian tại nhiệm             | Cấp bậc tại nhiệm  | Ghi chú |
| --- | ------------------------------------- | ------------ | -------------- | ------------------------------- | ------------------ | ------- |
| 1   | Tập tin:Leonov D S.jpg                | D.S. Leonov  | 1899 – 1981    | tháng 10, 1943 - tháng 11, 1944 | Trung tướng (1942) |         |
| 2   | Tập tin:Рудаков Михаил Васильевич.jpg | M.V. Rudakov | 1905 – 1979    | tháng 11, 1944 - tháng 2, 1945  | Trung tướng (1944) |         |

### Tham mưu trưởng
| STT | Ảnh | Họ tên       | Thời gian sống | Thời gian tại nhiệm            | Cấp bậc tại nhiệm                      | Ghi chú          |
| --- | --- | ------------ | -------------- | ------------------------------ | -------------------------------------- | ---------------- |
| 1   |     | V.V. Kurasov | 1897 – 1973    | tháng 10, 1943 - tháng 2, 1945 | Trung tướng (1942) Thượng tướng (1944) | Đại tướng (1948) |

## Biên chế chủ lực

### 1 tháng 1 năm 1944
- Tập đoàn quân cận vệ 11
- Tập đoàn quân xung kích 4
- Tập đoàn quân 39
- Tập đoàn quân 43
- Tập đoàn quân không quân 3

### 1 tháng 4 năm 1944
- Tập đoàn quân cận vệ 6
- Tập đoàn quan cận vệ 11
- Tập đoàn quân xung kích 4
- Tập đoàn quân 43
- Tập đoàn quân không quân 3

### 1 tháng 7 năm 1944
- Tập đoàn quân cận vệ 6
- Tập đoàn quân xung kích 4
- Tập đoàn quân 39
- Tập đoàn quân 43
- Tập đoàn quân 51
- Tập đoàn quân không quân 3

### 1 tháng 10 năm 1944
- Tập đoàn quân cận vệ 2
- Tập đoàn quân cận vệ 6
- Tập đoàn quân xung kích 4
- Tập đoàn quân 43
- Tập đoàn quân 51
- Tập đoàn quân xe tăng cận 5
- Tập đoàn quân không quân 3

### 1 tháng 1 năm 1945
- Tập đoàn quân cận vệ 6
- Tập đoàn quân xung kích 4
- Tập đoàn quân 43
- Tập đoàn quân 51
- Tập đoàn quân không quân 3

## Các chiến dịch lớn đã tham gia
- Chiến dịch Bagration
- Chiến dịch Baltic (1944)
- Chiến dịch Đông Phổ
- Trận Leningrad